# Torre IVY
La Torre IVY o Torre Fundadores fue un proyecto de rascacielos, ubicado en Av. Lázaro Cárdenas, Valle Oriente
San Pedro Garza García y fue considerado uno de los edificios más altos de México. La torre albergaría oficinas mixtas y departamentos residenciales, estando estos entre los más exclusivos de la ciudad. Además tendría 236 departamentos en la misma torre. El proyecto se tenía contemplado a finales del 2009, con una inversión aproximada de 120 millones de US$. 

## Especificaciones
- Su altura se estimaba entre los  290 y 300 metros. tendría 77 pisos.[1]
- El área total del edificio se tenía contemplada en : 130.000 m², de espacio de oficina 23000 m², de espacio comercial 12.000 m², en un predio de 12.185 m².
- Contaría con 20 elevadores (ascensores) de alta velocidad, que se moverían a una velocidad de 6'8 metros por segundo.

## Detalles
- El proyecto, que llevaba por nombre Fundadores, se trataba de un desarrollo de uso mixto creado por la sociedad conformada por Orange Investments y el Grupo CIM, empresa originaria de Los Ángeles, California.
- Su construcción iniciaría a principios del 2009 y tendría fin a mediados del 2012.
- Los materiales de construcción que se usarían en el edificio serán: cristalería en la estructura del edificio, hormigón y acero.
- se consideraba un edificio inteligente, debido a que el sistema de luz es controlado por un sistema llamado B3.
- La capacidad proyectada de Torre Fundadores sería de más de 8000 personas una vez concluida su construcción.
- El proyecto consiste en 2 torres altas, la primera de oficinas y la segunda con condominios, teniendo locales comerciales en la planta baja de ambas torres. Se contempló la inclusión de un estacionamiento subterráneo con capacidad para 2000 vehículos.
- Orange Investments informó que en febrero de 2009, en conjunto con Grupo CIM, contrataron para el proyecto al diseñador norteamericano David Rockwell, quien ha concebido los desarrollos W Hoteles, Nobu Restaurantes, Teatro Kodak, entre otros.

## Datos clave
- Altura de la espiral: 290 metros.[1]
- Espacio de oficinas - 130.000 metros cuadrados aproximadamente.
- Pisos- 5 niveles subterráneos de estacionamiento y 77 pisos.
- Condición: 	Construcción finales del 2008.
- Rango:
  - En México: 1º lugar
  - En Latinoamérica: 3º lugar.
  - En el Monterrey: 1.er lugar
  - En América del Norte (Rascacielos en construcción): 7° lugar